# Тромполе
Тромполе (пол. Trompole) — село в Польщі, у гміні Пунськ Сейненського повіту Підляського воєводства.
У 1975-1998 роках село належало до Сувальського воєводства.